# Abilità
Per abilità si intende la capacità di portare a termine compiti e di risolvere problemi.
Può riferirsi ad una capacità innata o acquisita nel tempo con l'esperienza o per mezzo di altre forme di apprendimento. Si può descrivere in termini generali, oppure con riferimento ad uno specifico àmbito, o disciplina. Il termine si usa in genere in pedagogia (ad esempio abilità linguistica, nel disegno, di lettura), in attività sportive e ludiche ma anche nel mondo del lavoro.
È utilizzato anche il termine inglese skill per indicare il medesimo concetto, in particolare nel campo dell'informatica per indicare il livello di preparazione tecnica di cui gode un individuo o nei videogiochi. Nello specifico si distinguono 2 tipologie di skill:
- Hard skill: sono le competenze che possono essere valutate rapidamente (come ad esempio il livello dello studio, delle lingue, delle competenze tecniche e professionali acquisite con l'esperienza) e che sono indispensabili per qualificare il futuro collaboratore e la sua capacità di ricoprire un ruolo all’interno dell’organizzazione aziendale. Sono classificabili come hard skill i titoli di studio posseduti, la conoscenza delle lingue straniere, la conoscenza e uso di programmi e/o pacchetti informatici, l'attestato di frequenza di corsi formativi e l'utilizzo di macchinari e strumenti della produzione.

- Soft skill: sono tutte le competenze trasversali inerenti alla sfera interpersonale e della comunicazione e possono essere considerate come abilità più "teoriche", in quanto sono frutto delle attitudini personali, culturali e delle esperienze vissute dal singolo soggetto piuttosto che frutto di "studi" o competenze acquisite. Sono classificabili come soft skill la flessibilità e la capacità di adattamento, il problem solving, la motivazione e l'orientamento agli obiettivi, la creatività, la proattività, la capacità di lavorare sotto pressione, la gestione del tempo, la capacità di organizzazione e la capacità di lavorare in team.

## Abile/disabile
Il termine abile si può riferire anche alla differenziazione della condizione delle persone, abile cioè non disabile, utilizzato per comprendere il fatto che una persona è quindi abile, autonoma ed autosufficiente a differenza del disabile che per sua condizione non ha appunto libertà di movimento e/o di azione quanto e come quella delle persone abili.